# Kārlis Ulmanis

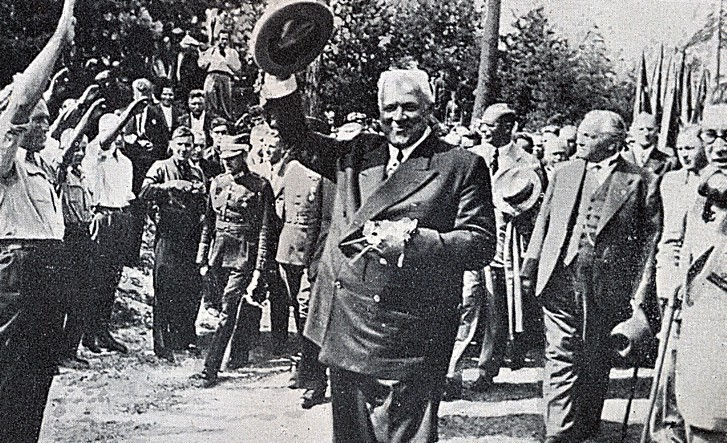
Karlis Ulmanis, 1934

Kārlis Augusts Vilhelms Ulmanis (ur. 4 września 1877 w Bērze k. Dobele, zm. 20 września 1942 w radzieckim łagrze k. Krasnowodzka) – łotewski polityk, premier i prezydent Łotwy, dyktator. Był pierwszą łotewską głową państwa w 1918, później piastował tę funkcję w okresie 1936–1940. Pełnił także urząd szefa rządu w latach 1918, 1919–1921, 1925–1926, 1931–1932 i 1934–1940.

## Życiorys
W młodości studiował agronomię w Niemczech, zajmował się problematyką hodowli bydła. Po klęsce rewolucji 1905 r. na Łotwie, w której brał udział, w 1907 udał się na emigrację do USA, gdzie wykładał na uniwersytecie w Nebrasce.
W 1913 w wyniku amnestii udzielonej mu przez cara powrócił na Łotwę. Po rewolucji lutowej i obaleniu caratu w 1917 założył Łotewski Związek Ludowy, opowiadający się za niepodległością kraju. Utworzona przez tę partię (oraz innych działaczy niepodległościowych) Rada Narodowa ogłosiła niepodległość 18 listopada 1918 i mianowała Ulmanisa p.o. premiera. Pozostał on u władzy aż do 1921, brał udział w wojnie łotewsko-radzieckiej jako dowódca wojska. W sierpniu 1920 rozpisał wybory do nowego sejmu. W tym samym miesiącu zawarto pokój ryski z Rosją Radziecką (RFSRR). W późniejszych latach Ulmanis był wielokrotnie premierem Łotwy. Władzę autorytarną przejął w wyniku zamachu 17 marca 1934. 15 maja Ulmanis wraz z generałem Jānisem Balodisem ogłosił stan wojenny, rozwiązując sejm i wszystkie partie polityczne (w tym swój Związek Ludowy).
Zrezygnował z funkcji prezydenta w wyniku ultimatum sowieckiego z czerwca 1940 (wierzył, iż jego rezygnacja pomoże ocalić niezależność kraju). Po okupacji Łotwy przez Armię Czerwoną został aresztowany 21 lipca 1940 przez NKWD i zesłany do łagru niedaleko Krasnowodzka. Tam też zmarł 20 września 1942. Miejsce jego pochówku jest nieznane.
Wnuk brata Kārlisa Ulmanisa, Guntis Ulmanis, był w latach 1993–1999 prezydentem niepodległej Łotwy.

## Odznaczenia
- Order Pogromcy Niedźwiedzia III klasy (Łotwa)
- Komandor Krzyża Wielkiego Orderu Trzech Gwiazd (Łotwa)
- Order Westharda I klasy (Łotwa)
- Krzyż Uznania I klasy (Łotwa)
- Krzyż Zasługi Obrońców (Łotwa)
- Medal 10 Rocznicy Wojny Niepodległościowej
- Krzyż Wielki Order Korony (Belgia)
- Wielka Wstęga Orderu Leopolda (Belgia)
- Krzyż Wolności I klasy (Estonia, 1925)
- Order Białej Gwiazdy I klasy (Estonia)
- Orderem Krzyża Orła I klasy (Estonia)
- Krzyż Wielki Orderu Białej Róży (Finlandia)
- Krzyż Wielki Orderu Legii Honorowej (Francja)
- Kawaler Orderu Legii Honorowej (Francja)
- Krzyż Wojenny (Francja)
- Krzyż Wielki ze Złotym Łańcuchem Orderu Witolda Wielkiego (Litwa)
- Krzyż Wielki Orderu św. Olafa (Norwegia)
- Order Orła Białego (Polska, 1937)[1][2]
- Krzyż Wielki Orderu Odrodzenia Polski
- Order Lwa Białego I Klasy (Republika Czechosłowacka)
- Krzyż Wielki Królewskiego Orderu Gwiazdy Polarnej (Szwecja)
- Krzyż Wielki Królewskiego Orderu Wazów (Szwecja)
- Krzyż Wielki Orderu Piusa IX (Watykan)
- Krzyż Wielki Orderu Korony Włoch
- Krzyż Wielki Orderu Domowego pw. świętych Maurycego i Łazarza